# 五原誓师

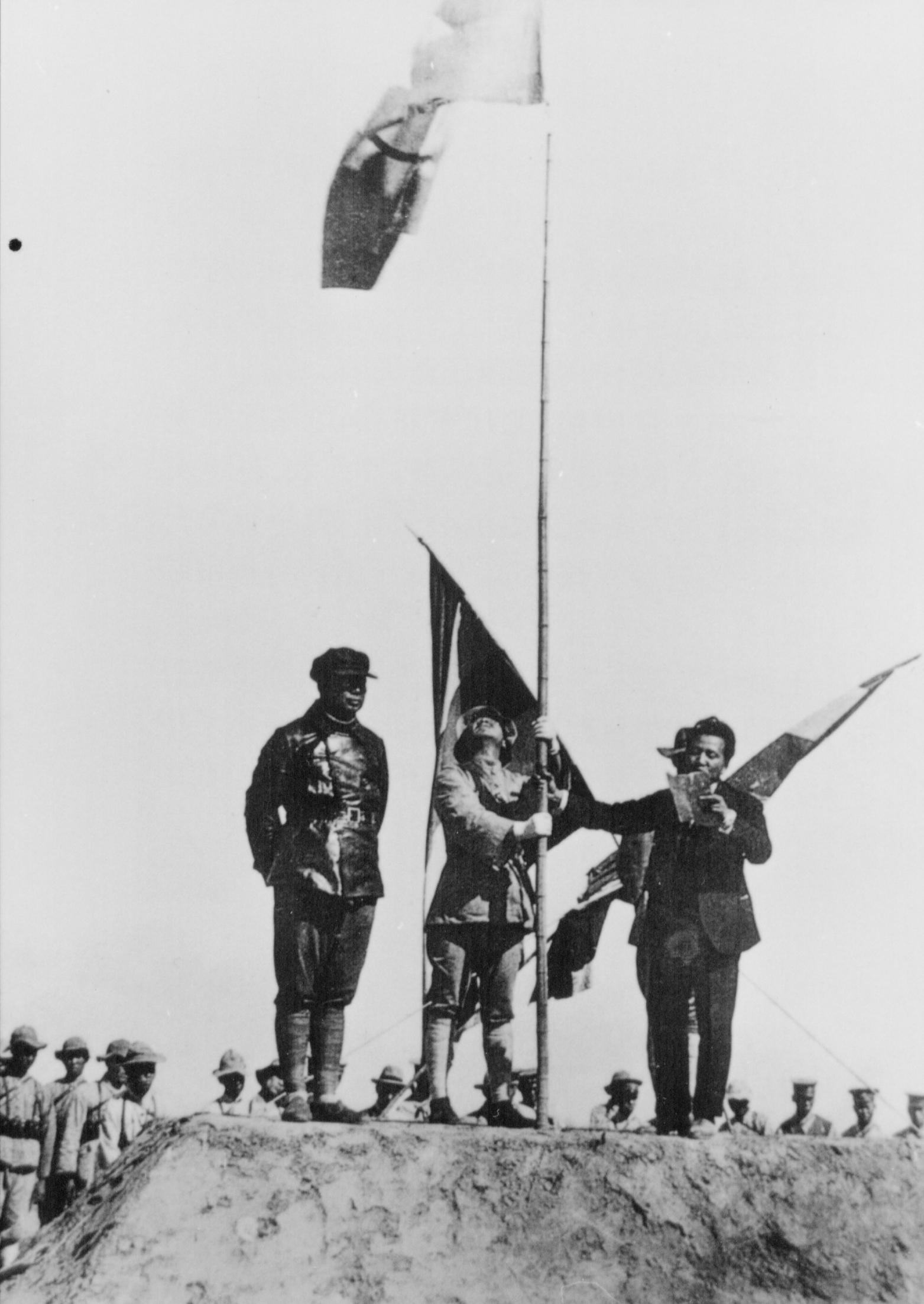
五原誓师后国民军联军升起青天白日旗

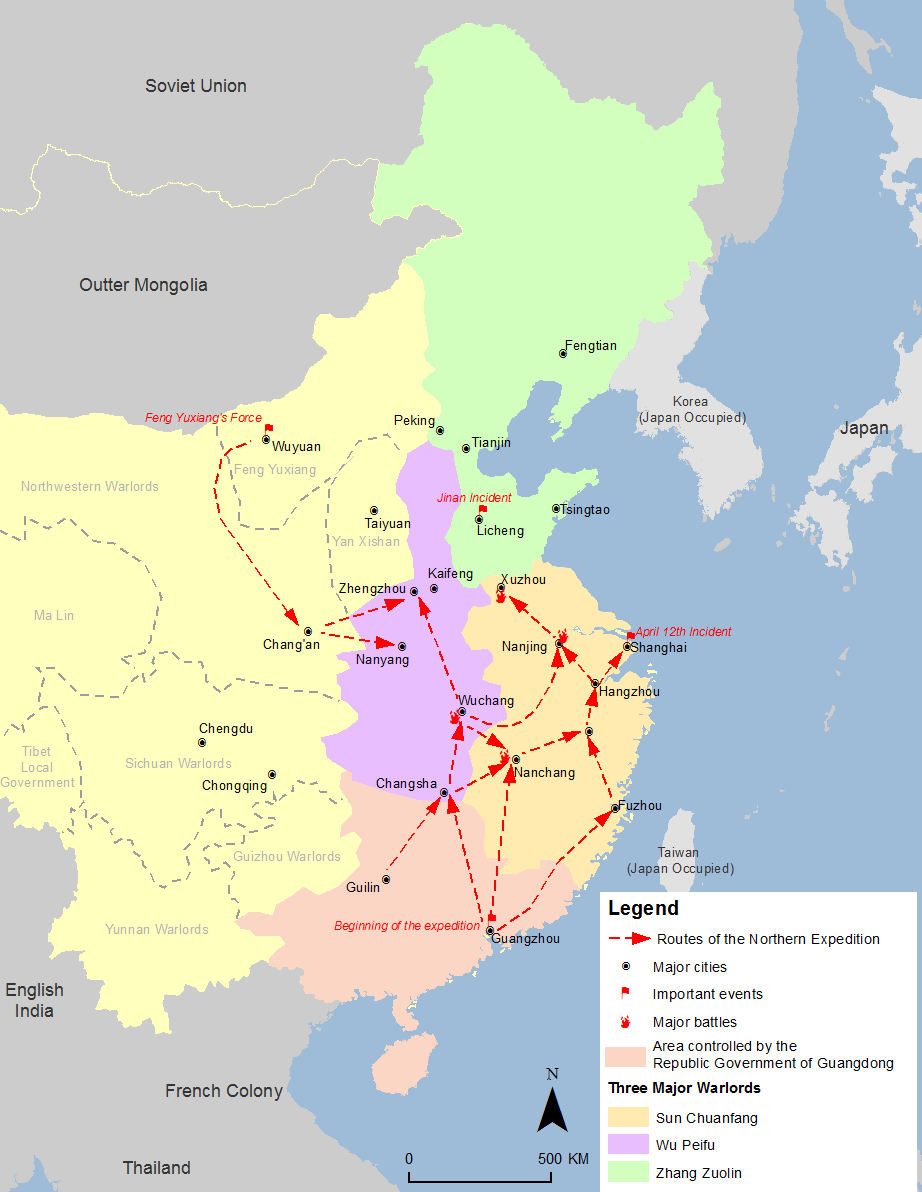
國民革命軍北伐，其中最北部红旗所示为五原誓师

五原誓师指1926年9月17日，冯玉祥麾下國民軍在绥远特别区五原县誓师效忠國民政府，並與北伐的國民革命軍結盟的事件。

## 背景
1924年10月第二次直奉战争期间，北洋军阀曹锟部下冯玉祥所部脫離北洋軍系，改其部為“國民軍”。1925年底馮玉祥参加反奉战争失败退回包头。1926年4月9日国民军再度发动政变，进占北京，随后兵败退守南口。5月冯玉祥赴苏联考察。
1926年4月，吴佩孚派刘镇华任“讨贼联军”陕甘军总司令职务，率军7万余人进攻冯玉祥辖下的西安。国民军杨虎城等率不足1万人坚守。
1926年7月9日，蔣中正就職國民革命軍總司令，國民革命軍在廣州誓師北伐。冯玉祥部下发电报给冯敦促他返国，国民党、共产党也派人与冯联系。8月冯携苏联代表乌斯马诺夫、国民党中央执行委员会委员于右任、中共代表刘伯坚等一起到达五原。国民军也于8月撤离南口。

## 誓师
1926年9月17日，冯玉祥及国民军一、二、三、五、六各军一万余名官兵在五原县旧城广场举行誓师大会。于右任、刘伯坚、乌斯马诺夫、绥远省民政厅长邓鉴山等出席了大会。冯玉祥发表宣言，决心遵从三民主义，加入北伐。于右任对冯玉祥授北伐军旗。誓师会上还举行了易旗仪式，将五色旗更换为青天白日旗。
冯玉祥任國民革命軍聯軍（後改國民革命軍第二集團軍）总司令，宣佈所部加入中國國民黨。
誓师后国民革命联军南下西安，击溃刘镇华之后，率領西北軍东出潼關参加國民革命軍北伐，攻击河南的吴佩孚势力。

## 纪念
在当代，五原县以五原誓师、五原大捷等历史事件资料，相继建成五原县博物馆、冯玉祥将军雕像、五原誓师广场等建筑。其中，五原誓师广场是为纪念五原誓师80周年，投资3800万元重新修建的广场。广场主体建筑由古城墙、誓师台和誓师塑像等组成，是首批命名的内蒙古中共党史宣传教育基地。